# Shelby Grant
Shelby Grant, eigentlich Brenda Thompson, (* 19. Oktober 1936 in Orlando, Oklahoma; † 25. Juni 2011 in Westlake Village, Kalifornien) war eine US-amerikanische Schauspielerin.

## Leben
Shelby Grant wurde als Brenda Thompson als Tochter von Lawrence Thompson Halbert und dessen Frau Mae geboren. Sie wuchs in Wagoner auf und machte an der Wagoner High School ihren High-School-Abschluss. Sie besuchte das Northeastern State College, heute Northeastern State University, in Tahlequah, Oklahoma. Dort studierte sie Linguistik und Schauspiel.
Grant wirkte nach ihrem College-Abschluss zunächst in Tulsa in einigen Werbespots für KTUL und Channel 8 mit, bevor sie 1962 nach Kalifornien zog, mit dem Ziel, eine Schauspielkarriere aufzunehmen. Dort unterrichtete sie an der Hollywood High School im Fach Sonderpädagogik; sie gab unter anderem Sprachunterricht für taubstumme Kinder und arbeitete mit Kindern mit sprachlichen Defiziten. Grant wurde in dieser Zeit von einem Schauspiel- und Talentscout für das Fernsehen entdeckt und nahm den Künstlernamen Shelby Grant an.
Ihr Debüt im Fernsehen gab sie 1963 in einer Episode der US-Fernsehserie Bonanza. Sie wurde daraufhin bei der Twentieth Century Fox Film Corporation unter Vertrag genommen. Sie spielte zunächst kleine Rollen als Partygast in der Filmkomödie Wenn mein Schlafzimmer sprechen könnte (1963), als junges amerikanisches Mädchen Marian in der Filmromanze Drei Mädchen in Madrid (1964) und als Krankenschwester in dem Science-Fiction-Film Die phantastische Reise (1966). In der Agentenkomödie Derek Flint schickt seine Leiche (1966) hatte sie an der Seite von James Coburn eine Hauptrolle als Leslie; sie verkörperte eine der vier internationalen weiblichen Schönheiten. Ihr letzter Kinofilm war der Horrorfilm The Witchmaker (1969).
Grant hatte Episodenrollen in den US-Fernsehserien Amos Burke (1964), Batman (1966), High Chaparral (1968) und Dr. med. Marcus Welby (1970). Mehrfach spielte sie in der Krankenhausserie Medical Center gemeinsam mit Chad Everett. 1974 beendete Grant ihre Karriere als Schauspielerin.

## Privates
Grant war mit dem US-amerikanischen Film- und Fernsehschauspieler Chad Everett (1936–2012) verheiratet. Grant und Everett heirateten am 22. Mai 1966 in Tucson, Arizona, wo Everett zu dieser Zeit den Western Heiße Colts in harten Fäusten (1967) drehte. Aus der Ehe gingen zwei Töchter hervor. Während ihrer Ehe trug sie den Namen Shelby Grant Everett.
Nach Beendigung ihrer Tätigkeit als Schauspielerin betätigte sich Grant ehrenamtlich in verschiedenen sozialen Projekten und für verschiedene Wohltätigkeitsorganisationen. Sie unterstützte unter anderem in Not geratene Angehörige der US Army. Im Rahmen der Organisation The Gift of Life engagierte sich Grant, gemeinsam mit ihrem Ehemann Chad Everett, für Herztransplantationen für herzkranke Kinder. Sie selbst und Everett unterstützten aus eigenen Mitteln mehr als 20 Herzoperationen an Kindern.
Grant starb im Alter von 74 Jahren an einem Hirn-Aneurysma.

## Filmografie (Auswahl)
- 1963: Bonanza (Fernsehserie)
- 1963: Wenn mein Schlafzimmer sprechen könnte (Come Blow Your Horn)
- 1964: Amos Burke (Fernsehserie)
- 1964: Drei Mädchen in Madrid (The Pleasure Seekers)
- 1966: Derek Flint schickt seine Leiche (Our Man Flint)
- 1966: Batman (Fernsehserie)
- 1966: Die phantastische Reise (Fantastic Voyage)
- 1968: High Chaparral (Fernsehserie)
- 1969: The Witchmaker
- 1970: Dr. med. Marcus Welby (Fernsehserie)
- 1970–1974: Medical Center (Fernsehserie)